# Deposito geologico di Onkalo

Schema del tunnel di esplorazione del sito di Onkalo

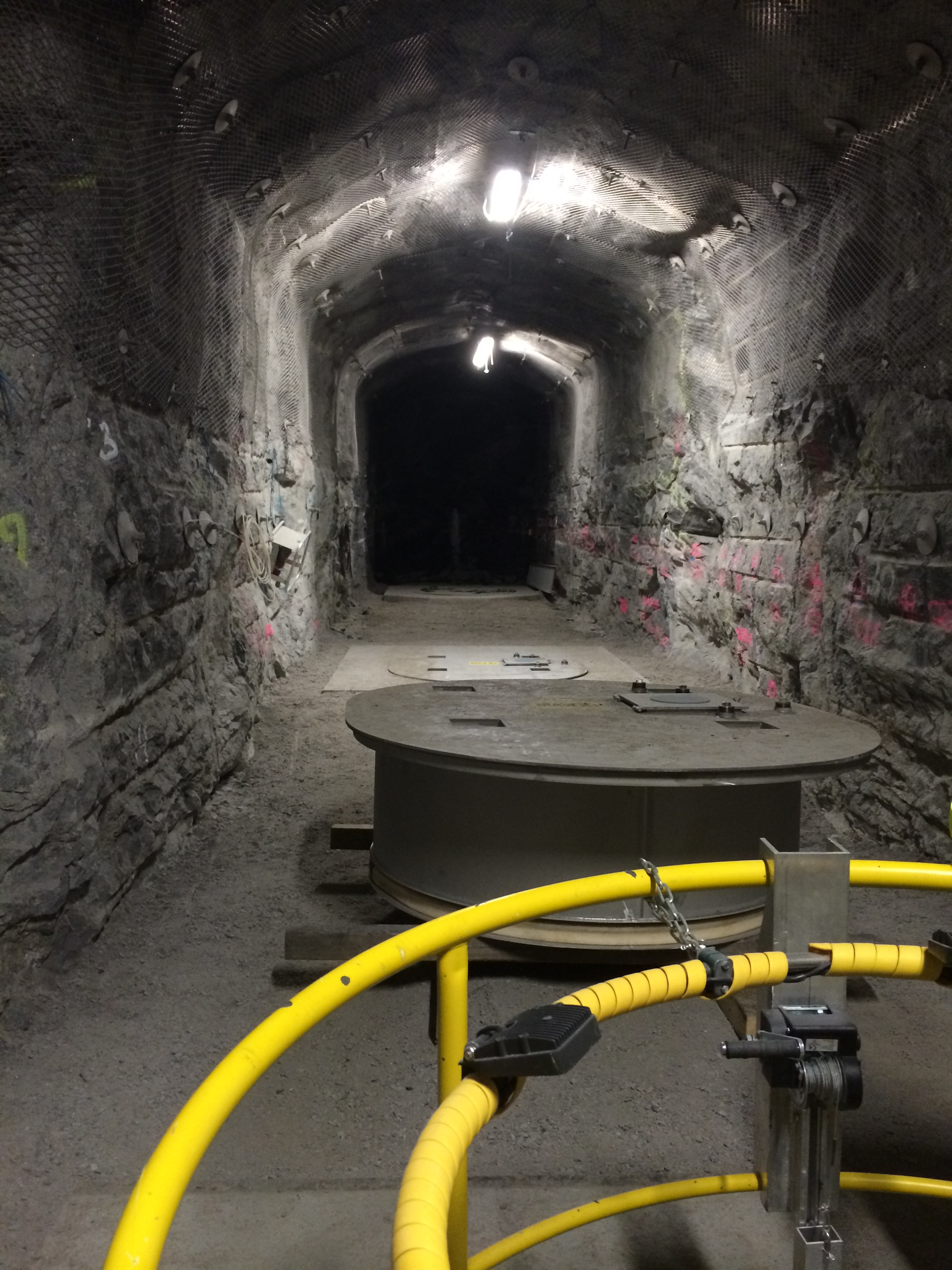
Tunnel di Onkalo

Il deposito geologico di Onkalo è un deposito geologico profondo destinato a immagazzinare definitivamente scorie radioattive finlandesi. È il primo deposito del mondo con queste caratteristiche ed è vicino alla centrale nucleare di Olkiluoto nel municipio di Eurajoki. La costruzione è a opera dalla compagnia Posiva. Si basa sul metodo KBS-3 sviluppato in Svezia da Svensk Kärnbränslehantering AB(SKB).

## Storia
Dopo una modifica del 1994 la legge finlandese per l'energia nucleare stabilisce che tutti i residui nucleari prodotti in Finlandia devono permanere nel territorio nazionale. Nel 2000, la zona di Olkiluoto fu scelta per l'immagazzinamento sotterraneo a lungo termine per il combustibile nucleare esausto. Il magazzino, chiamato Onkalo ovvero grotta o cavità,
è costruito sulla solida roccia di granito di Olkiluoto, a 5 km dalle centrali nucleari. Il municipio di Eurajoki ha dato il permesso per l'installazione in agosto del 2003 e gli scavi cominciarono nel 2004.

## Costruzione
La compagnia incaricata della costruzione e della gestione dell'installazione è Posiva, una compagnia in mano ai due produttori di energia nucleare in Finlandia, Fortum e TVO (Fennovoima, una compagnia che attualmente sta pianificando il suo primo reattore nucleare, non è azionista di Posiva).
I piani di costruzione delle installazioni sono divisi in quattro fasi:
- Fase 1 (2004–09): focalizzata nello scavo del lungo tunnel di accesso al deposito in una spirale discendente fino a una profondità di 420 metri.[6]
- Fase 2 (2009–11): proseguimento degli scavi del tunnel fino alla profondità finale di 520 metri.
- Fase 3: (2015-17) : costruzione del deposito.
- Fase 4: incapsulamento e seppellimento delle zone piene di combustibile nucleare, previsto per il 2020.

Quando sarà operativo il processo di immagazzinamento implicherà l'inserimento di dodici capsule di combustibile in un contenitore di acciaio, a sua volta sigillato in una capsula di rame. Ogni capsula sarà poi collocata nel magazzino e ricoperta di bentonite. Il costo previsto dell'intero progetto ammonta a 818 milioni di €.
Il deposito di Onkalo dovrebbe essere abbastanza grande per immagazzinare scorie nucleari almeno durante 100 anni, ovvero fino al 2120, momento in cui si procederà all'interramento e incapsulamento finale. Alla fine il tunnel sarà riempito e sigillato.

## Critiche
Nel 2012 un gruppo di ricercatori del Istituto reale di tecnologia di Stoccolma ha pubblicato un documento che suggeriva che le capsule di rame non erano immuni alla corrosione come affermano le compagnie incaricate del progetto. Nel 2019, un altro studio ha concluso che gli effetti delle radiazioni non dovrebbero danneggiare in modo significativo i contenitori dopo 100.000 anni.

## Filmografia
- Into Eternity: A Film for Future, regia di Michael Madsen (2010), un documentario finlandese sul deposito geologico di Onkalo .